# Lenk
Die Lenk (auch Lenk im Simmental), im örtlichen berneroberländischen Dialekt an der Lengg [ɑn dər lɛŋk], ist eine Einwohnergemeinde im Schweizer Kanton Bern. Sie gehört zum Verwaltungskreis Obersimmental-Saanen.

## Geographie
Die Lenk ist die höchstgelegene Gemeinde im Simmental. Das Gemeindegebiet umfasst mehrere Berge, der höchste ist der Wildstrubel. Etwas unterhalb des Wildstrubels, bei den Siebenbrünnen, entspringt die Simme, welche dem Simmental seinen Namen gibt.
Die Lenk liegt 57 km südlich von Bern und 42 km östlich von Montreux (Luftlinie).
Der tiefste Punkt des Gemeindegebiets befindet sich beim Brändli auf ca. 1016 m ü. M., höchster Punkt ist der Wildstrubel mit 3244 m ü. M.

## Politik
Bei den Nationalratswahlen 2023 betrugen die Wähleranteile in Lenk (in Klammern die Veränderung im Vergleich zu den Wahlen 2019 in Prozentpunkten): SVP 51,79 % (−1,84), EDU 9,70 % (+3,11), FDP 8,84 % (+0,15), glp 7,52 % (+0,96), Mitte 6,65 % (−1,30), SP 5,65 % (+0,89), Grüne 4,60 % (−0,28), EVP 3,46 % (+0,46), SD 0,28 % (+0,10).

## Bevölkerung
Die Gemeinde Lenk hat 2'314 Einwohner. 88 % (2'039 Personen) der Bevölkerung sind Schweizer und 12 % (269 Personen) sind Ausländer.
Die Bevölkerung gehört mit 84 % mehrheitlich einer Landeskirche an: 73 % (1'686 Personen) sind evangelisch-reformiert, 11 % (251 Personen) sind römisch-katholisch. (Alle Zahlen: Stand 31. Dezember 2020.)
Daneben sind in der Bevölkerung weitere protestantische Bekenntnisse, christlich-orthodoxe Christen sowie Muslime vertreten.

## Wirtschaft
Die Gemeinde Lenk lebt vor allem vom Tourismus, namentlich vom Wintersport. Daneben bestehen verschiedene Landwirtschafts- und Gewerbebetriebe. So sind sechs Säge-/Zimmerbetriebe, sechs LKW-Transportunternehmen, vier Schreinereien, fünf Autobetriebe und zwölf Hoch- und Tiefbauunternehmen an der Lenk ansässig. Um Planung und Verkauf der errichteten Objekte kümmern sich acht Architektur- und Immobilienbüros (Stand Dezember 2008).

## Geschichte

Pfarrhaus und Kirche Lenk, Aquatinta von Jakob Samuel Weibel (um 1825)

Strasse in Lenk 1905

Luftbild von Lenk mit Wildstrubel (1957)

Die Geschichte der Lenk geht bis in die Jungsteinzeit zurück, als Menschen die 2660 m ü. M. gelegene Tierberghöhle als Rastplatz nutzten. Es handelt sich dabei um den wahrscheinlich höchsten alpinen Rastplatz der Urzeit.
Die erste urkundliche Erwähnung der Lenk als «an der Leng» fällt ins Jahr 1370. 1505 schlossen sich die fünf Bäuerten Aegerten, Gutenbrunnen, Brand, Oberried und Pöschenried zur Kirchgemeinde Lenk zusammen. Vorher gehörte die Lenk zur Kirchgemeinde St. Stephan und davor zur Kirchgemeinde Zweisimmen, der Mutterkirchgemeinde des Obersimmentals. Bis zur völligen Unabhängigkeit der Lenk verging noch ein Jahrzehnt, in dem Differenzen mit den Kirchgemeinden St. Stephan und Zweisimmen sowie dem Kloster Interlaken beigelegt werden mussten. Die im Jahre 1528 in Bern durchgesetzte Reformation stiess im Obersimmental auf heftigen Widerstand. Auf Druck der katholischen Handelspartner aus dem Wallis schrieben die Lenker 1529 an Bern, dass sie den alten Glauben beibehalten wollten. Erst vier Jahre später wurde die Lenk unter dem Pfarrer Wilhelm Dachs 1533 reformiert.
1663 wütete an der Lenk ein ganzes Jahr lang die Pest. Die Seuche, welche seit 1358 im Berner Oberland grassierte, trat an der Lenk letztmals erst 1752 auf, als sie im Pfarrhaus drei Kinderleben forderte.
Über den Rawilpass (2425 m ü. M.) unterhielten die Lenker seit dem frühen Mittelalter Handelsbeziehungen mit dem Wallis. Mehrere Wiesen nördlich der Passhöhe wurden lange Zeit von den Wallisern unterhalten, wie z. B. die Wallisdole auf der Iffigenalp. Die Legende der sogenannten Wyberschlacht auf der Langermatte weist aber auch auf Konflikte zwischen Lenkern und Wallisern hin.
Wegen anhaltenden Überschwemmungen des Oberrieds durch die Simme wurde deren Bachbett im 18. Jahrhundert künstlich verändert. Die markantesten Zeugen dieser Gewässerkorrektur sind die Simmenfälle, wo die Wassermassen in einem in den Fels gesprengten Bachbett ins Tal stürzen.
Seit dem 18. Jahrhundert florierte im Simmental der Export des Simmentaler Fleckviehs. Züchtung und Verkauf der begehrten Rasse brachten dem gesamten Tal Arbeit und Wohlstand, wie an den reich verzierten Simmentaler Häusern aus jener Zeit zu sehen ist.
Aufgrund der schlechten Wirtschaftslage wanderten vorwiegend im 19. Jahrhundert zahlreiche arme Lenker Familien nach Amerika aus. Der Gemeinderat unterstützte sie mit 20 bis 40 Franken pro Kind.
Am 16. Juli 1878 wurde die bis anhin verschonte Lenk von einem verheerenden Dorfbrand heimgesucht. 25 Gebäude fielen den Flammen zum Opfer, unter ihnen auch die alte Kirche. Obwohl das halbe Dorf abbrannte, gab es keine Verletzten.
Am 4. Juli 1930 wurde die Lenk Opfer einer Unwetterkatastrophe. Nach einem heftigen Gewitter verwüsteten Murgänge aus den Seitenbächen das halbe Dorf und verstopften das Flussbett der Simme, so dass das gesamte Dorfzentrum einen Monat unter Wasser gesetzt wurde. Nur mit Hilfe von aussen, unter anderem durch die Schweizer Armee, konnten Dorf und Zufahrtswege wieder instand gesetzt werden.
Da der Favergesee auf dem Plaine-Morte-Gletscher im 20. und 21. Jahrhundert mehrere Male ausgebrochen ist und zu Überschwemmungen in der Lenk führte, wurde 2019 ein Ablaufkanal in den Gletscher gebaut.

### Herkunft des Dorfnamens
Der Ursprung des Dorfnamens kann nicht mit Sicherheit bestimmt werden. Die gängigste Theorie besagt, dass der Ortsname vom Flurnamen Lengi Egge («langer Bergrücken») herrührt, einer markanten, sich vom Oberlaubhorn bis in den Talgrund hinziehenden Gratlinie. Diese Theorie würde auch erklären, weshalb man bis heute «an der Lenk» statt «in der Lenk» sagt.

### Pilgerheiligtum an Flueseeli

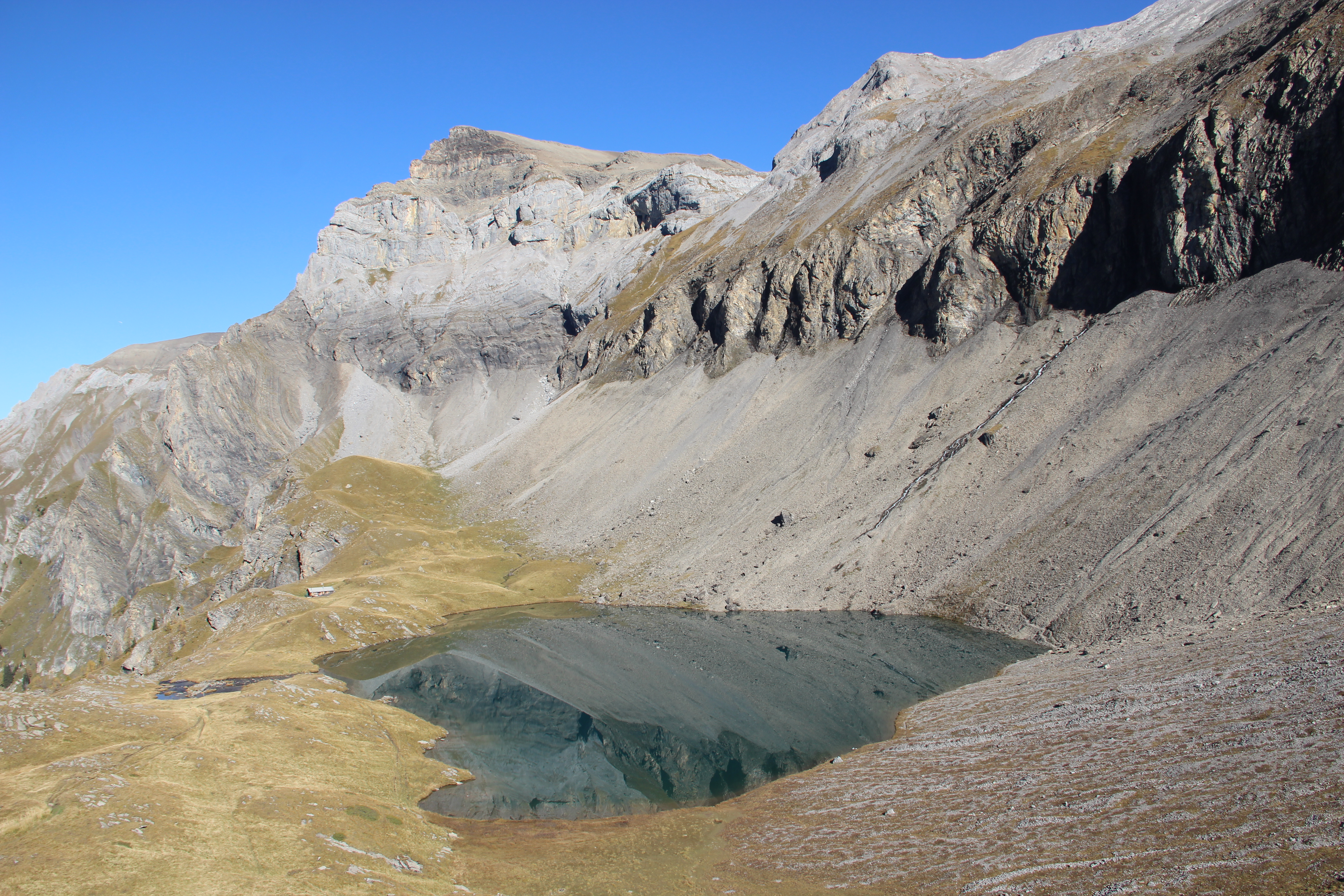
Blick vom Flueseeli auf das Ammertenhorn, in dessen Nähe das Pilgerheiligtum gefunden wurde

Im Sommer 2020 entdeckte ein Trailrunner auf einer Höhe von 2590 m oberhalb des Flueseelis nahe am Gipfel des Ammertenhorns eine Handvoll alter Münzen. Bei den Grabungen, die von 2021 bis 2023 dauerten, entdeckte ein Team des Archäologischen Dienstes des Kanton Berns rund 140 römische Münzen, das Fragment eines Votivblechs aus Bronze und eine spätkeltische Fibel. Die Fibel wurde auf ungefähr 100 v. Chr. datiert und ist der einzige Hinweis darauf, dass der Ort bereits vor der römischen Zeit besucht wurde. Die Münzen stammen aus einem Zeitraum von 22 n. Chr. bis zum 4. Jahrhundert n. Christus. Es wird vermutet, dass einige der spät datierten Münzen noch im 5. Jahrhundert n. Chr. deponiert wurden. Die Münzen werden von den Archäologen als Weihegaben interpretiert, die während rund 400 Jahren an dem Ort niedergelegt wurden. Das Votivblech wie auch die über 50 kleinen Bergkristalle, die bei der Grabung gefunden wurden, deuten auf einen religiösen Zusammenhang hin. Das Hochplateau am Wildstrubel wird deshalb als ein Pilgerheiligtum interpretiert, das während der römischen Zeit das Ziel anspruchsvoller Pilgerfahrten gewesen war.

## Wappen
Den oberen Teil des Lenker Wappens zieren die Siebenbrünnen, also die Quelle der Simme, auf grünem Grund. Der untere Teil zeigt Kunkel und Schwert auf rotem Grund und soll an die Wyberschlacht auf der Langermatte zu Zeiten der Villmergerkriege erinnern. Die Legende der Wyberschlacht besagt, dass die Lenker Frauen, in Abwesenheit der in den Krieg gezogenen Männer, Walliser Viehdiebe nur mit Werkzeug bewaffnet in die Flucht schlugen.

## Tourismus

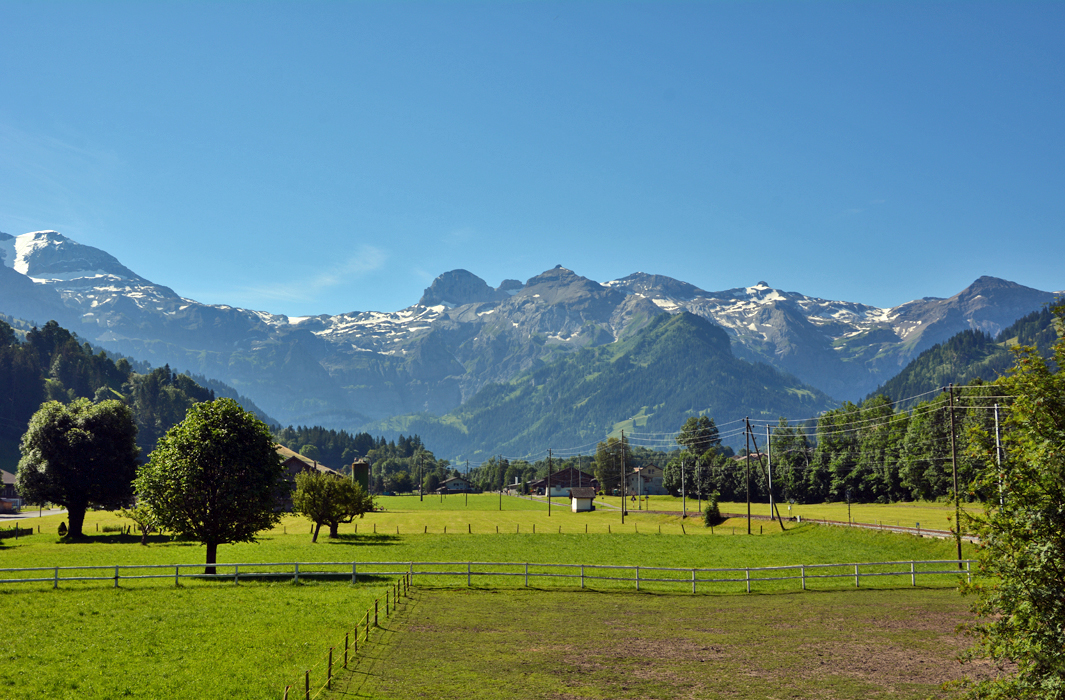
Blick auf die Bergkette beim Dorfeingang

Die Lenk hat – bei knapp über 2000 Einwohnern – ungefähr 11 000 Übernachtungsplätze, davon 950 Hotelbetten. 30 Restaurants bieten Mahlzeiten und Getränke an, nicht eingerechnet die Jausenstationen im Ski- oder Bergwandergebiet.
Die Geschichte des Tourismus an der Lenk begann 1689 mit der Eröffnung des Mineralbades Lenk. Das Bad wird bis heute von einer acht Grad kalten Schwefelquelle aus der Holiebi westlich des Dorfes gespeist. Das mit Schwefelwasserstoff angereicherte Wasser wurde als Universalheilmittel vermarktet, und Menschen mit unterschiedlichsten Leiden kamen auf der Suche nach Linderung aus ganz Europa an die Lenk. Mit den aufkommenden Arzneimitteln Anfang des 20. Jahrhunderts schwand das Interesse am Mineralbad Lenk, und der Wintersport übernahm die Rolle als Tourismusmotor. Die erste Transportbahn war das Funi (Kurzform von Funiculaire), eine Schlitten-Standseilbahn, welche Wintersportler von der Lenk auf den Stoss beförderte, also ungefähr dorthin, wo sich heute die Mittelstation der Gondelbahn Lenk-Betelberg befindet. Es folgten weitere Bahnen auf beiden Talseiten. Heute besteht neben dem «Hausberg» Betelberg ein Liftverbund mit der Region Adelboden. Höchster Punkt ist der Schlepplift Dossen mit 2362 m ü. M. im Bereich Engstligenalp auf Adelbodener Seite. Insgesamt erschliessen 70 Liftanlagen 210 Pistenkilometer. Damit ist das Skigebiet Adelboden-Lenk eines der grössten im Berner Oberland.
Die alte Tradition des Kur- und Badeortes Lenk wurde im Luxushotel Lenkerhof in neuer Atmosphäre wiederbelebt.
Der Obersimmentaler Hausweg führt von Boltigen über Zweisimmen ⊙ und St. Stephan ⊙ nach Lenk ⊙.

### Veranstaltungen
Seit 1988 finden jährlich im Juli die Jazz Tage Lenk statt. Neben den Konzerten auf dem Kronenplatz gibt es Workshops für junge Musiker. Bands aus verschiedensten Ländern spielen vorwiegend traditionellen New Orleans Jazz, aber auch Gospel, Blues und Kinderkonzerte sind vertreten.
Neben einer Vielzahl von Jugend- und Militärskilagern, die teilweise mehrfach im Jahr durchgeführt werden, findet jeweils im Februar ein internationales Schlittenhunderennen in der Lenk statt. Anlässe für Familien wie Kinderkonzerte mit Maus Jimmy Flitz prägen den touristisch aktiven Ort.
Seit Herbst 2011 ist die Strubeli-Dampfbahn beim Lenkersee in Betrieb. Sie ist in den neuen Spielplatz integriert und wird in den Sommermonaten betrieben. Die 10 Zoll (254 mm) Bahn ist zur Hauptattraktion des Spielplatzes geworden.
Ein Publikumsmagnet ist seit vielen Jahren das Aelplerfest, welches jeweils Mitte Oktober stattfindet. Dabei werden Kühe von ihren Besitzern geschmückt und in sogenannten «Zügleten» durch das Dorf getrieben.

## Verkehr

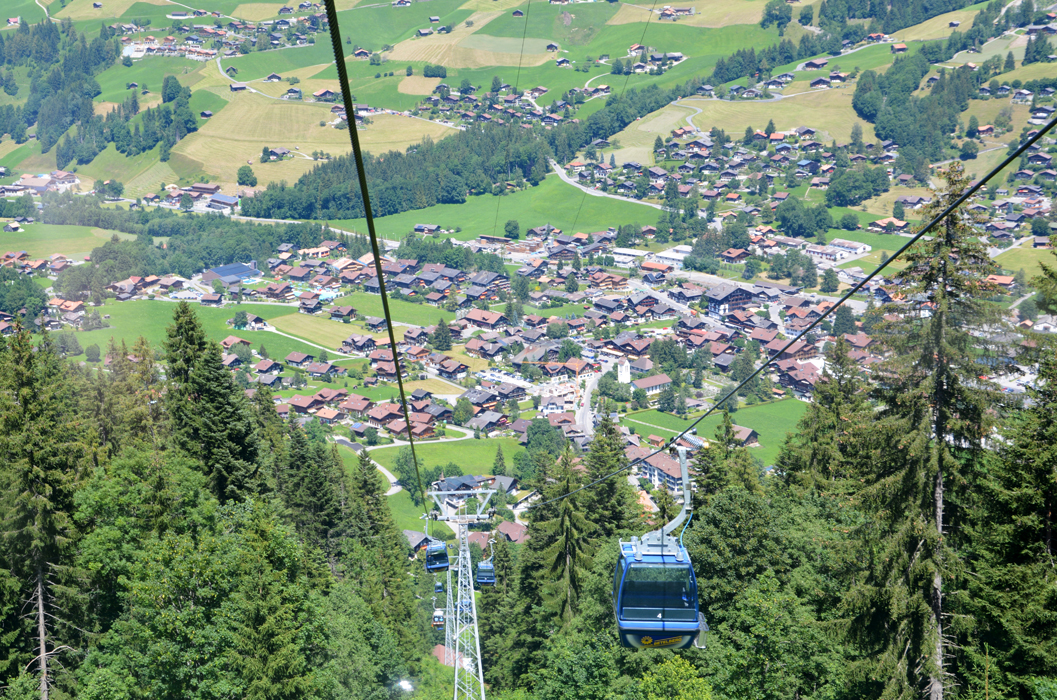
Blick auf die Lenk aus der Betelberg-Bahn

Schon in prähistorischer Zeit wurde das 2756 Meter hohe Schnidejoch als Verkehrsweg genutzt. Nördlich der Passhöhe fanden Archäologen eine beeindruckende Fülle an Werkzeugen und Kleidung, von denen die ältesten mit einem Alter von über 6000 Jahren etwa 1500 Jahre älter sind als Ötzi.

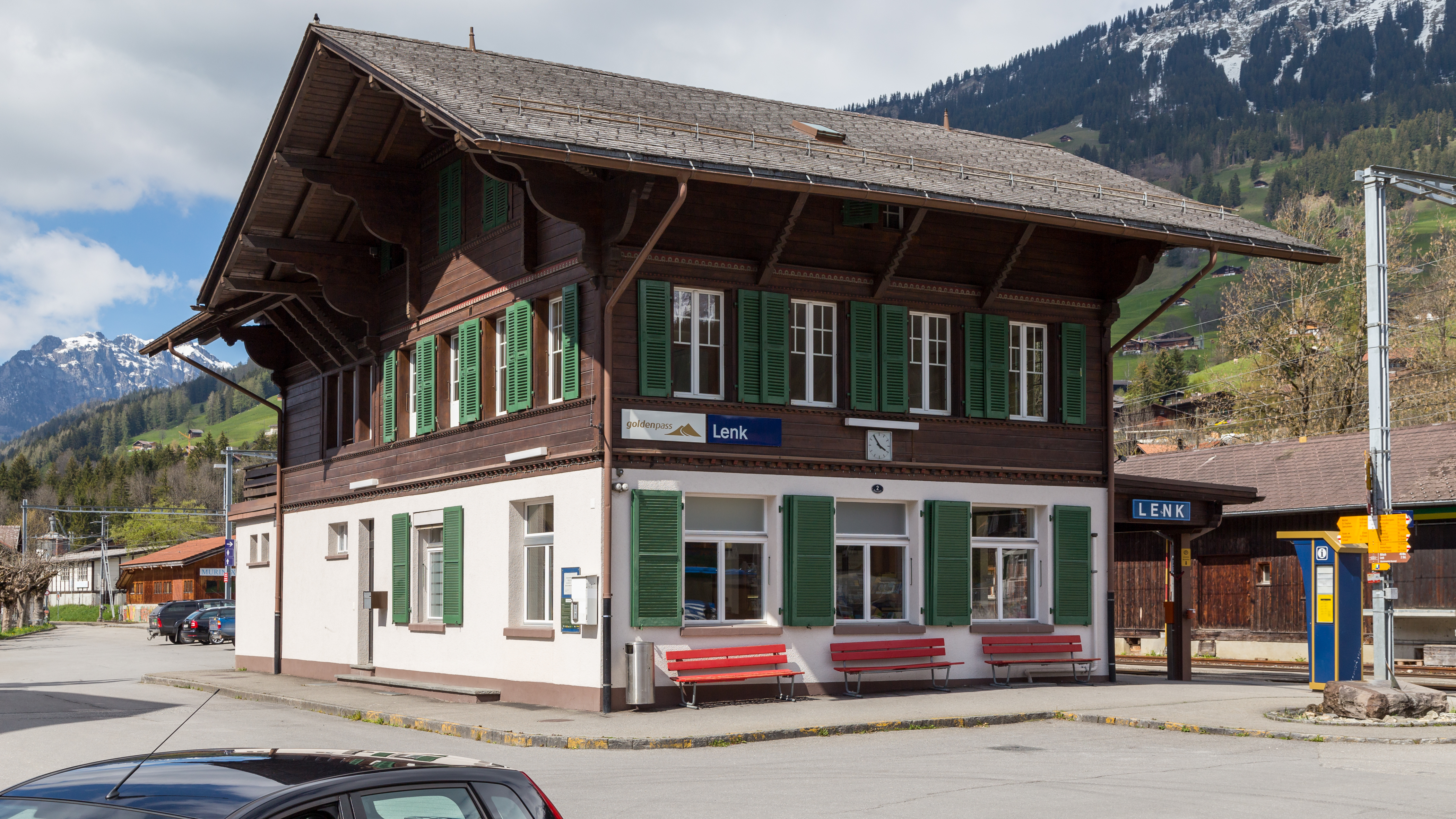
MOB-Bahnhof Lenk

Die Überreste eines römischen Gebäudes, die 1983 am Westufer des Iffigsees unter der Wasseroberfläche gefunden wurden, lassen darauf schliessen, dass der gleiche Passübergang auch zu römischen Zeiten rege genutzt wurde.
Im frühen Mittelalter verlor das Schnidejoch seine Bedeutung zugunsten des tiefer gelegenen Rawilpasses, welcher durch die Errichtung eines Saumpfades begehbar gemacht wurde.
In der ersten Hälfte des 18. Jahrhunderts wurde ein neuer Pfad in die Felswand über der Iffigenalp gesprengt, wodurch der Weg von der Lenk ins Wallis noch einmal verkürzt wurde.
Seit der Einläutung des Bahnzeitalters gab es mehrmals Ambitionen, eine Bahn durch das Simmental ins Wallis zu bauen. Beim ersten Projekt handelte es sich um eine Normalspurbahn, welche mittels zweier Tunnel durch das Stockhorn- und das Wildstrubelmassiv den Anschluss Berns an den Simplontunnel und somit nach Italien hätte sicherstellen sollen. Das Dampfbahn-Projekt unterlag jedoch der elektrischen Lötschberg-Variante. 1912, als die MOB-Strecke Zweisimmen–Lenk eingeweiht wurde, plante man den Bau einer Rawil-Bahn ins Wallis, die jedoch nie realisiert wurde.
Auch eine Strasse über den Rawilpass, beziehungsweise darunter hindurch, war immer wieder ein Thema gewesen. Die erste Idee war eine Passstrasse nach Crans-Montana mit einem lediglich 1,6 km langen Tunnel. Im Rahmen des Nationalstrassennetzes war Ende der 50er-Jahre ein ambitionierteres Projekt in Form einer Weiterziehung der A6 durch das Simmental bis an die A9 im Wallis mit einem ca. 4 km langen Rawiltunnel vorgesehen. Da diese Strasse wegen ihres hochgelegenen Scheitelpunktes nur im Sommer befahrbar gewesen wäre und so ein schlechtes Kosten-Nutzen-Verhältnis aufgewiesen hätte, verwarf man diese Idee aber bald wieder, und plante stattdessen den Bau eines 9,8 km langen, wintersicheren Tunnels. Das umstrittene Autobahn-Projekt wurde jedoch wegen heftigen Widerstands der Simmentaler Bevölkerung und ungünstigen geologischen Voraussetzungen am Rawil trotz heftiger Proteste aus dem Wallis verworfen.

## Persönlichkeiten
- Joana Hählen (1992–), Skirennfahrerin
- Walter Pfund (1895–1993), Jurist und Lyriker
- Gottfried Tritten (1923–2015), Maler, Zeichner und Kunstpädagoge

## Sonstiges
Eine kurze Sequenz von Theo gegen den Rest der Welt mit Marius Müller-Westernhagen wurde an der Lenk aufgenommen. Auch der erfolgreiche Schweizer Fernseh- und Kinofilm Dinu von Regisseur Simon Aeby mit Hauptdarsteller Jonathan Loosli wurde grösstenteils an der Lenk gedreht.

## Bilder

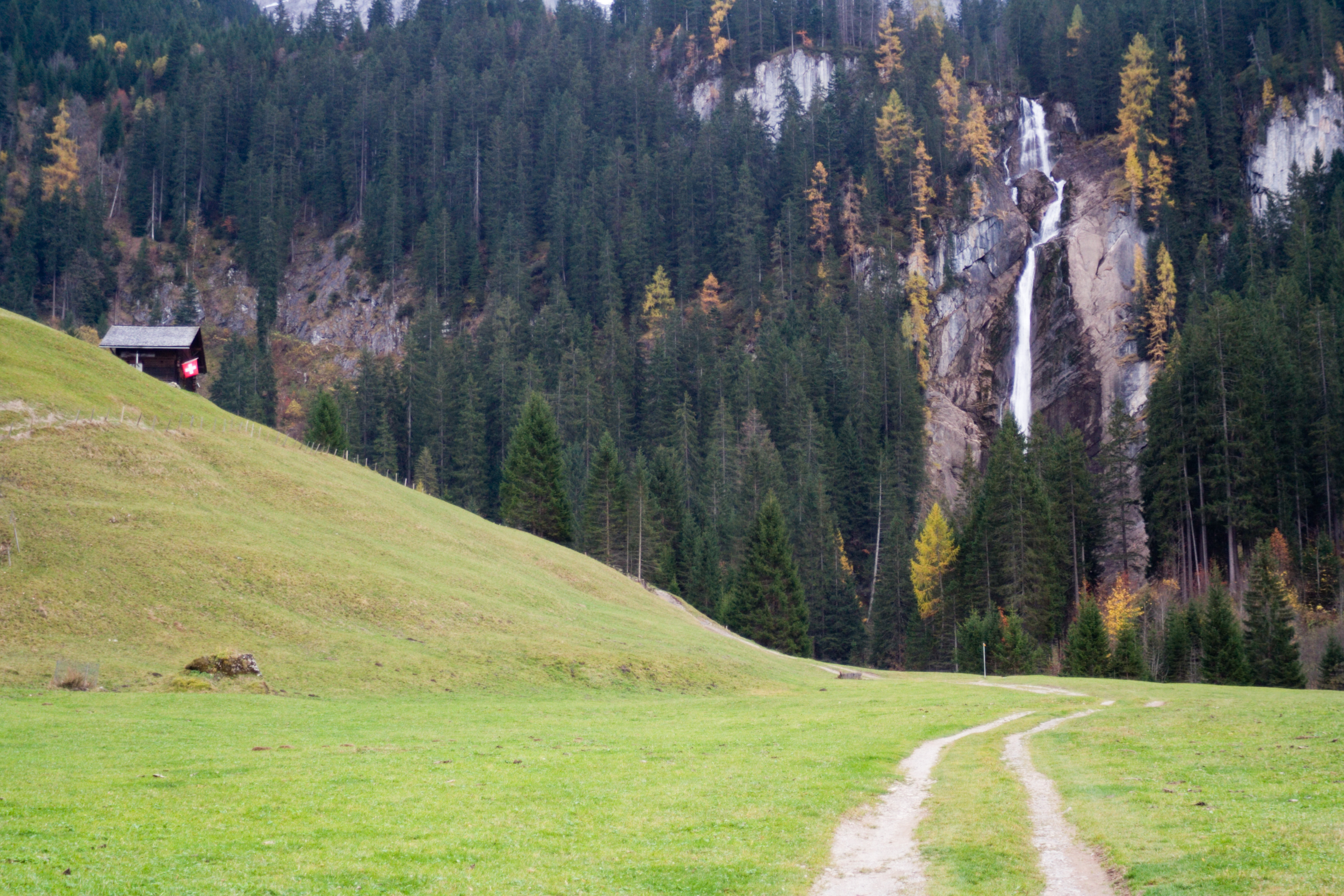
Wasserfall des Iffigbachs unterhalb der Iffigenalp
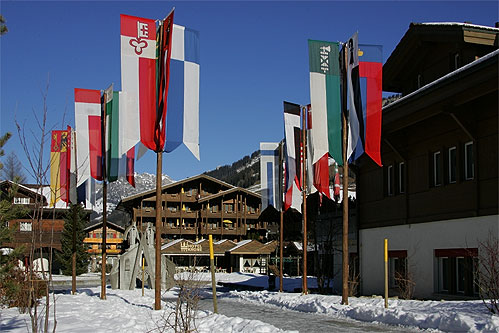
Kronenplatz an der Lenk mit Hotelchalets und touristischer Dekoration
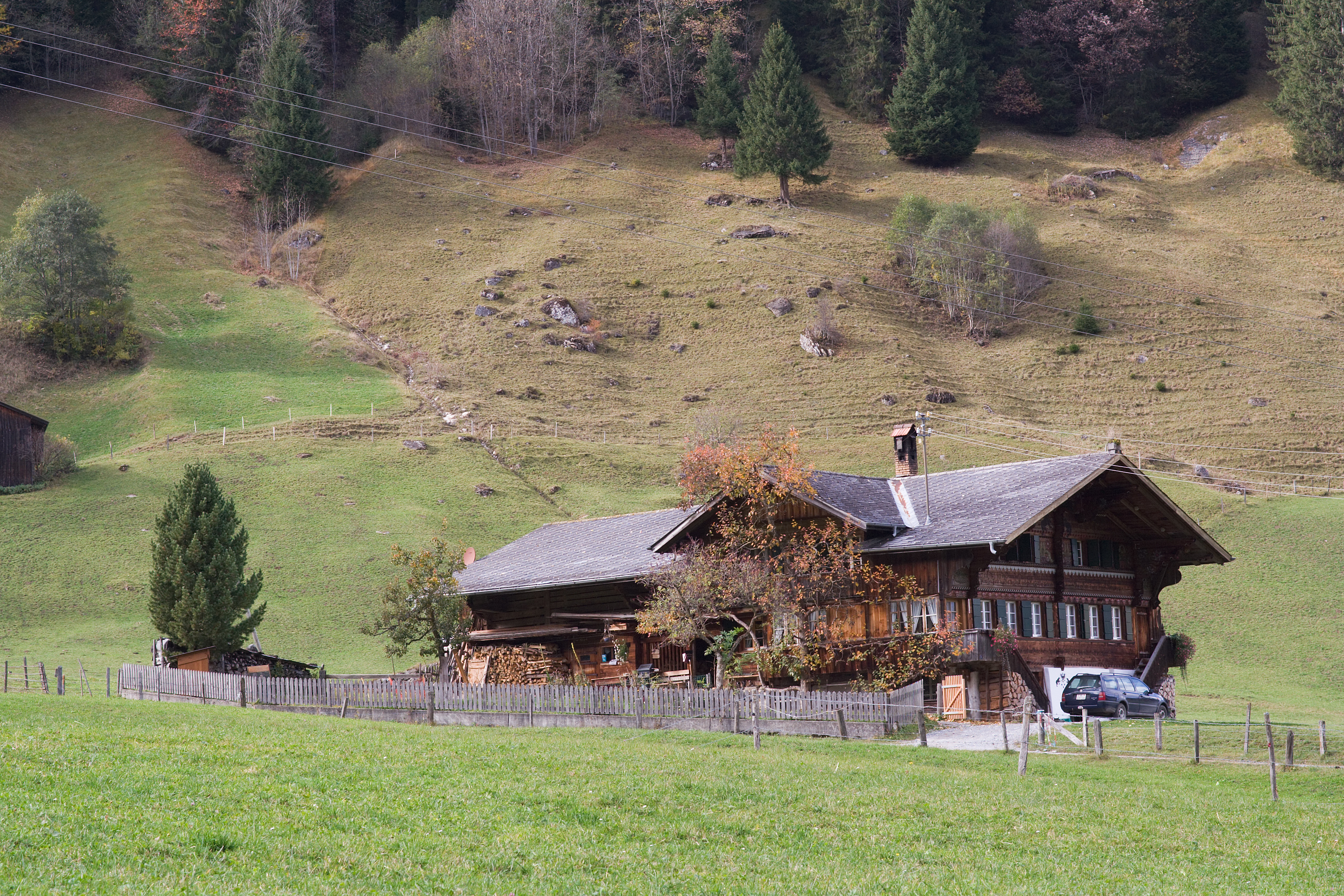
Chalet im Pöschenried, das sich entlang dem Grat zum Oberlaubhorn hinzieht
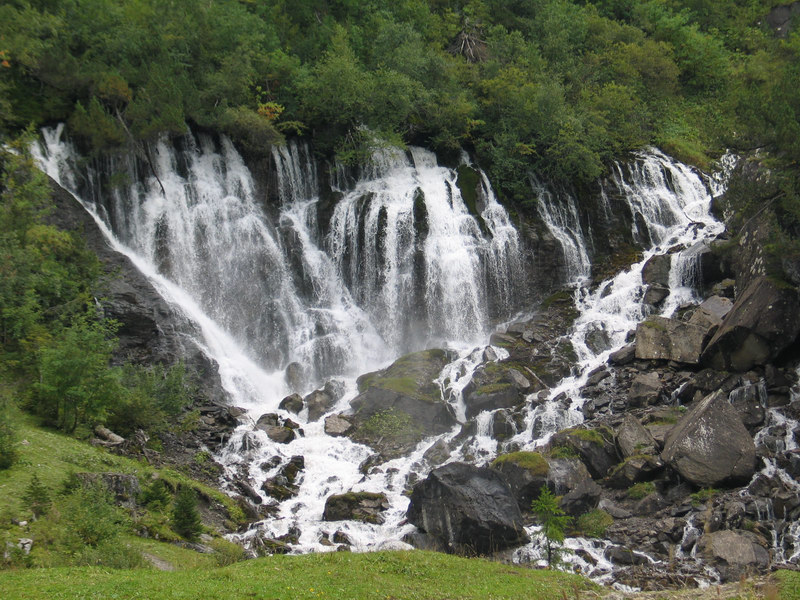
Karstquelle Siebenbrünnen